# Ever Dream
Az Ever Dream a finn Nightwish szimfonikus metal együttes által kiadott kislemez, amely a következő, 2002-ben megjelent albumukat, a Century Child-et előzte meg.

## Számok
1. Ever Dream
2. The Phantom of the Opera
3. The Wayfarer